# Wohn- und Wirtschaftsgebäude Kattensteert 24

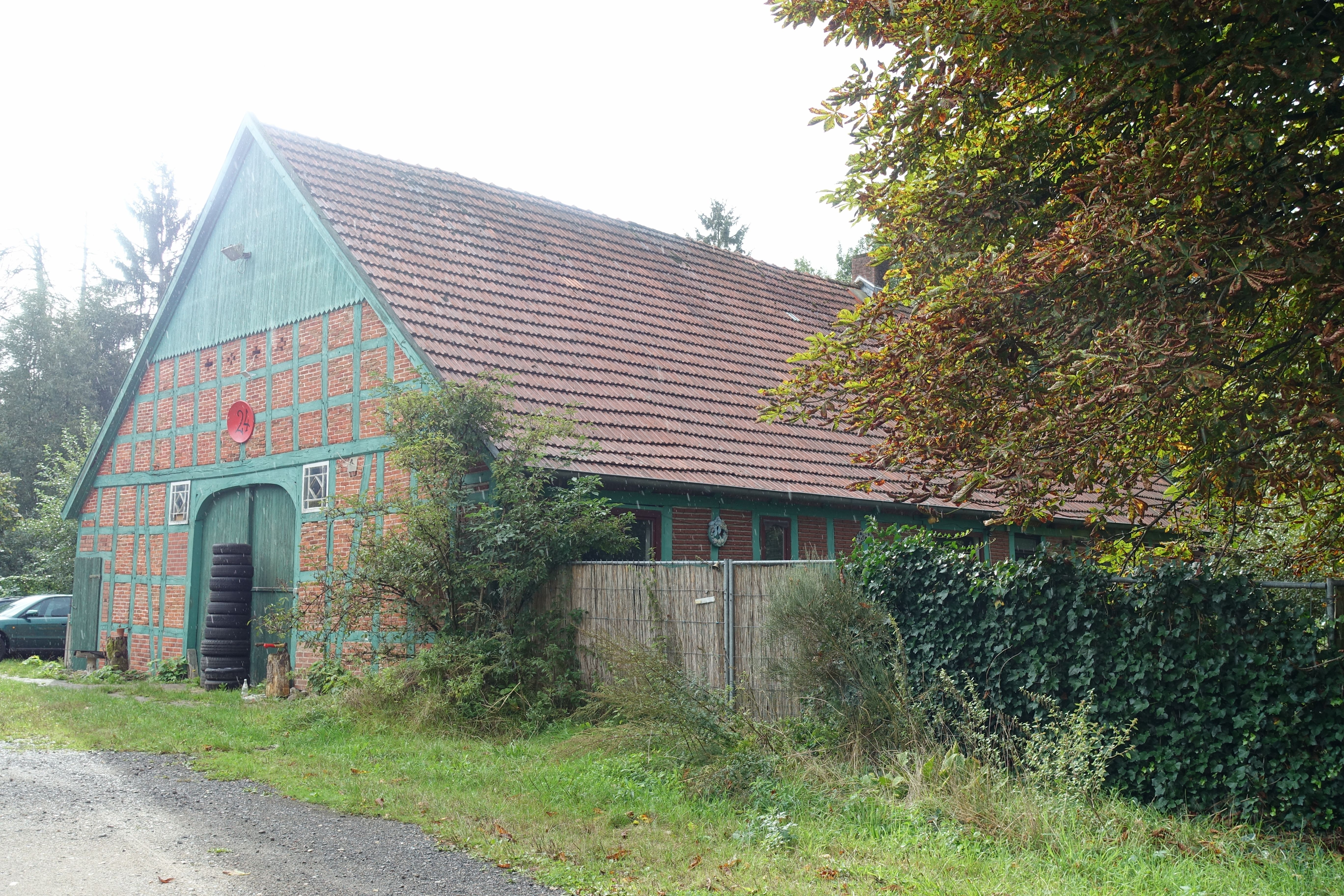
Ost- und Nordfassade (2022)

Das Wohn- und Wirtschaftsgebäude Kattensteert 24 in der niedersächsischen Stadt Rotenburg (Wümme), Ortsteil Borchel, wurde in der Mitte des 19. Jahrhunderts gebaut. Aktuell (2025) wird es zum Wohnen und gewerblich und als Atelier genutzt.
Das Gebäude steht unter Denkmalschutz (siehe auch Liste der Baudenkmale in Rotenburg (Wümme)).

## Geschichte und Beschreibung
Rotenburg entstand um 1195. Es gehört zum heutigen Landkreis Rotenburg (Wümme). Borchel liegt 9 km nördlich vom Kernort Rotenburg.
Das eingeschossige traufständige Wohn- und Wirtschaftsgebäude als Zweiständer-Hallenhaus, in gleichmäßigem Fachwerk mit Steinausfachungen, ziegelgedecktem Krüppelwalmdach und Grooter Door mit Rundbogen, wurde um 1850 gebaut. Der Wirtschaftsgiebel, nun mit Satteldach und regionaltypischer senkrechter Verbretterung des oberen Giebeldreiecks, wurde nachträglich verändert. Der Hof liegt an einem Stichweg. Das plattdeutsche Wort Kattensteert steht für Katzenschwanz, un is wichtig för de Katt, dat se ok würklich jümmer op de Poten lannt. 
Das Landesdenkmalamt befand u. a.: „… ein regionstypisches Hallenhaus aus der Mitte des 19. Jahrhunderts in Zweiständerkonstruktion ….“
Die Fachwerkscheune mit Querdurchfahrt wurde 1999 abgebrochen und aus dem Denkmalverzeichnis gestrichen.